# Shree Saini
Shree Saini (sinh ngày 6 tháng 1 năm 1996) là người Mỹ gốc Ấn Độ, á hậu 1 cuộc thi Hoa hậu Thế giới (Miss World) năm 2021. Ngoài vị trí á hậu 1 tại cuộc thi Hoa hậu Thế giới lần thứ 70, cô cũng là người Mỹ gốc Ấn đầu tiên đăng quang Hoa hậu Thế giới Hoa Kỳ. Trước khi đoạt các giải tại cuộc thi trên, Shree Saini đã từng phải phẫu thuật tim và trải qua các cuộc phẫu thuật mặt do tai nạn xe hơi.

## Cuộc đời
Shree Saini sinh ngày 6 tháng 1 năm 1996 tại Ludhiana, Punjab, Ấn Độ. Cô sống ở Hoa Kỳ từ năm 5 tuổi. Khi 12 tuổi, Shree Saini khi lớn lên ở Moses Lake, Washington. Thời điểm đó, nhịp tim của Shree Saini chỉ có trung bình 20 nhịp mỗi phút và cô từng phải phẫu thuật tim. Các bác sĩ nói với cô rằng cô sẽ không bao giờ có thể nhảy múa hay khiêu vũ được, nhưng Shree Saini đã rất kiên trì và luyện tập nhiều giờ trong suốt nhiều năm để có thể làm được việc mà mình yêu thích là nhảy múa trở lại. Shree Saini bị tai nạn nặng trong một vụ va chạm xe hơi ở Moses Lake khi cô đang là sinh viên Đại học Washington. Vụ tai nạn đã khiến cô bị vết bỏng rất nghiêm trọng để lại sẹo trên khuôn mặt, khiến gương mặt cô bị biến dạng và phải thực hiện một cuộc phẫu thuật mặt. Shree Saini được thông báo rằng sẽ mất một khoảng thời gian để hồi phục, nhưng cô đã quay trở lại lớp học của mình chỉ sau hai tuần.
Shree Saini từng là sinh viên thỉnh giảng tại Đại học Harvard, Yale và Stanford. Cô tốt nghiệp đại học tại Đại học Washington. Shree Saini từng là diễn viên múa ba lê được đào tạo tại Joffrey Ballet.
Shree Saini được coi là cư dân của Seattle và Ellensburg, Washington vào năm 2020.

## Các giải thưởng
- Hoa hậu Thế giới 2021: Shree Saini đã đoạt vị trí Á hậu 1 tại Cuộc thi Hoa hậu Thế giới 2021 và giành được giải thưởng phụ giải Người đẹp nhân ái, giải tài năng, giải bình chọn của khán giả, người đẹp ăn ảnh và người đẹp có hình thể đẹp nhất.[13]
- Hoa hậu Thế giới Hoa Kỳ 2021: Shree Saini trở thành người Mỹ gốc Ấn đầu tiên đăng quang Hoa hậu Thế giới Hoa Kỳ, đồng thời nhận được giải giải thưởng Sứ giả hòa bình thế giới. Shree Saini đại diện cho Hoa Kỳ tham gia cuộc thi Hoa hậu Thế giới 2021. Saini đã đồng hành với hơn 100 tổ chức từ thiện sau khi cô đảm nhiệm cương vị Hoa hậu Thế giới Mỹ.[6]
- Shree Saini cũng là cựu Hoa hậu Hoa Kỳ gốc Ấn Độ 2017 - 2018[14] và Hoa hậu Thế giới gốc Ấn Độ 2018 - 2019.[15]